# Rafael de Sousa Albuquerque
Rafael de Sousa Albuquerque, genannt Rafa, selten auch Rafael (* 1. März 1992 in Hamburg), ist ein deutsch-portugiesischer Fußballtorhüter.

## Karriere
Rafa spielte in seiner Jugend bis 2010 in den Jugendmannschaften des portugiesischen Erstligisten und Top-Klub FC Porto. Nur in der Saison 2007/08 spielte er in auf Leihbasis in der Jugend von Padroense FC. Im Sommer 2010 wechselte er zur U-19 des Ligakonkurrenten Rio Ave FC, bevor er ab 2011 auch mit der ersten Mannschaft trainierte. Jedoch war er nur Auswechseltorwart. Am 6. November 2011, dem 10. Spieltag der Erstligasaison 2011/12, kam Rafa im Heimspiel gegen Nacional Funchal (2:1) zu seinem Debüt im Profifußball, als er in der Halbzeit für den verletzten brasilianischen Stammtorhüter Huanderson eingewechselt wurde. Dabei blieb Rafa ohne Gegentor.